# Circles (chanson de Joe Satriani)
Pour les articles homonymes, voir Circles.
Pistes de Surfing with the Alien
Hill of the Skull Lords of Karma
Circles est un morceau du guitariste américain Joe Satriani, paru en 1987 sur l'album Surfing with the Alien
Le morceau débute par une mélodie calme, d'une durée d'environ une minute, joué en son clair, puis enchaîne abruptement par un solo rock au phrasé rapide, utilisant tapping, legato et licks blues. Le solo dure approximativement une minute et quinze secondes, puis, après quelques pêches de la rythmique, revient prestement sur le thème en son clair.
En France, l'émission radiophonique Grand Format, fin des années '80 sur RTL et animé par Évelyne Pagès, a utilisé la section calme finale en identité sonore.